# رأس الرمان
رأس الرمان هو حي من أحياء المنامة في البحرين. يحده الحورة والمنامة (فريق الفاضل) غرباً والمنطقة الدبلوماسية شمالاً والقضيبية وفريق الحورة الحدادة جنوباً، ويبلغ عدد سكانه 4000 نسمة.
كان تسمى قديما (القحة)، أما حديثًا فسمي برأس الرمان بسبب مشاتل الرمان التي كانت تبتدي من باربار مرورا بجد حفص وتنتهي في رأس الرمان لذلك سميت برأس الرمان.